# Henrik Hansson (politiker)
Henrik Hansson (i riksdagen kallad Hansson i Klovsta), född 13 maj 1823 i Multrå församling, Västernorrlands län, död där 6 januari 1898, var en svensk hemmansägare och riksdagsman, politiker och ledamot av riksdagens andra kammare.